# Pilotrichella filipendula
Pilotrichella filipendula là một loài Rêu trong họ Meteoriaceae. Loài này được (Hook. f. & Wilson) Hampe miêu tả khoa học đầu tiên năm 1881.